# Diecéze aulonská
Diecéze Aulon je titulární diecéze římskokatolické církve.

## Historie
Aulon, identifikovatelný s Avlonari na ostrově Euboia, v bývalém městě Avlon, bylo starobylé biskupské sídlo v Řecku a sufragánna arcidiecéze Athény. V Notitiae Episcopatuum Konstantinopolského patriarchátu, které nechal vypracovat císař Leon VI. Moudrý se diecéze objevuje. Z prvního tisíciletí není znám žádný biskup této diecéze.
Za Čtvrté křížové výpravy ostrov Euboia obsadili západní armády a Aulon se stal diecézí latinského ritu. Při této příležitosti byl jmenován řecký biskup Theodorus, který byl nicméně odvolán z funkce latinským arcibiskup Athén, protože odmítl být vysvěcen podle latinského ritu. Ve dvou dopisech papeže Inocenta III. z dubna a července 1210 se objevuje informace o nově zvoleném biskupovi na místo Theodora.
Dnes je využívána jako titulární biskupské sídlo; v současnosti je bez titulárního biskupa. Je velmi obtížné dobře zařadit titulární biskupy z důvodu stejného jména jiné diecéze Aulon na Epirusu.

## Seznam biskupů
- Neznámý (před rokem 1210 – po roce 1211)

## Seznam titulárních biskupů
- 1943–1948 Tomás Juan Carlos Solari
- 1948–1961 Manuel Tato
- 1962–1998 Manuel Augusto Cárdenas